# Aqua (album de Edgar Froese)
Aqua este albumul solo de debut al membrului trupei Tangerine Dream, Edgar Froese, album lansat în iunie 1974 prin Brain Records. 
Albumul este printre primele înregistrări făcute cu metoda de înregistrare pe atunci recent inventată, numită în engleză dummy head recording.

## Tracklist
1. "NGC 891" (13:50)
2. "Upland" (6:10)
3. "Aqua" (17:00)
4. "Panorphelia" (9:25)

- Toate compozițiile au fost scrise de Edgar Froese.